# فرخ نجم‌آبادی
فرخ نجم‌آبادی در ۱۳۰۹ (خورشیدی) در تهران متولد شد. پس از اتمام دوره ابتدائی و متوسطه برای ادامه تحصیلات عازم انگلستان شد و در رشته فرآورده‌های نفتی مهندس شد و قریب ۸ سال تحصیلات وی در انگلستان بطول انجامید.

## بازگشت به ایران
پس از بازگشت به ایران، در شرکت ملی نفت ایران استخدام شد. در کابینه‌ حسنعلی منصور که امیرعباس هویدا به وزارت دارائی تعیین شد، در نخستین روزهای انتصاب خود، فرخ نجم‌آبادی را از شرکت نفت به وزارت دارائی منتقل نمود و پست مهم نفت و امتیازات را با مقام مدیر کلی به نجم‌آبادی سپرد. نجم‌آبادی دو سال در آن سمت بود تا اینکه در ۱۳۴۴ (خورشیدی) به ریاست شرکت مخابرات منصوب گردید. دو سال هم در آن سمت بود. در۱۳۴۶ (خورشیدی) از طرف هوشنگ انصاری وزیر اقتصاد، به معاونت آن وزارتخانه معرفی شد و پس از چندی مقام معاونت کل و قائم مقامی وزارت اقتصاد را برعهده گرفت و سرانجام در سال ۱۳۵۳ (خورشیدی) به وزارت جدیدالتأسیس صنایع و معادن منصوب گردید و پس از سقوط کابینه هویدا شغلی به وی ارجاع نشد.

## بعد از انقلاب
در دوران متلاطم پیش از انقلاب در سال ۱۹۷۸ اعتصابات کارگران صنعت نفت کمبود شدید بنزین، نفت سفید و دیگر فراورده‌های نفتی را به دنبال داشت و در این مقطع بود که نجم‌آبادی به شرکت ملی نفت فرا خوانده شد تا بر تولید و توزیع منابع نفت که اکنون بسیار کمیاب شده بود نظارت کند.
فرخ نجم‌آبادی به خاطر ناراحتی حاد قلبی مجبور شد در هفته‌های نخست سال ۱۹۷۹ ایران را به قصد انگلیس ترک کند و زمانی که انقلاب اسلامی در ایران به وقوع پیوست وی در انگلستان اقامت داشت.
نجم‌آبادی بعداً به بانک جهانی پیوست و به این بانک در سیاست‌های صنعتی کشورهای رو به رشد مشورت می‌داد. وی همچنین در تهیه چندین گزارش تحقیقی بانک جهانی در مورد بازارهای بین‌المللی نفت و گاز مشارکت کرد؛ و در سال ۱۹۹۵ از بانک جهانی بازنشسته شد. نجم‌آبادی در سن ۸۵ سالگی شهریور ۱۳۹۴ (خورشیدی) در ایالت مریلند آمریکا درگذشت.